# Lerone Clarke
Lerone Clarke (ur. 6 grudnia 1981 w Trelawny) – jamajski lekkoatleta, sprinter.
W 2005 roku na mistrzostwach świata w Helsinkach zajął ze sztafetą 4 × 100 m 4. miejsce. W 2009 roku wywalczył srebrny medal Mistrzostw Ameryki Środkowej i Karaibów w biegu na 100 m. W tym samym roku zdobył mistrzostwo świata na mistrzostwach świata w Berlinie w sztafecie 4 × 100 metrów występując tylko w eliminacjach.

## Osiągnięcia
- 4. miejsce podczas mistrzostw świata (sztafeta 4 × 100 metrów, Helsinki 2005)
- dwa srebrne medale mistrzostw Ameryki środkowej i Karaibów (bieg na 100 metrów & sztafeta 4 × 100 metrów, Hawana 2009)
- złoty medal mistrzostw świata (sztafeta 4 × 100 metrów, Berlin 2009) – biegł w eliminacjach.
- złoty medal w biegu na 100 metrów oraz srebro w sztafecie 4 × 100 metrów podczas igrzysk Wspólnoty Narodów (Nowe Delhi 2010)[1]
- złoty medal w biegu na 100 metrów podczas igrzysk panamerykańskich (Guadalajara 2011)[2]

## Rekordy życiowe
- bieg na 100 metrów – 9,99 (2009 & 2012) / 9,90w (2011)
- bieg na 50 metrów (hala) – 5,63 (2012)
- bieg na 60 metrów (hala) – 6,47 (2012) do 2016 rekord Jamajki